# Openfiler
 (juillet 2021).

Openfiler est un système d'exploitation qui fournit un stockage en réseau basé sur des fichiers et un réseau de stockage basé sur des blocs. Il a été créé par Xinit Systems et est basé sur la distribution Linux CentOS. Il s'agit d'un logiciel libre sous licence GNU GPLv2

## Histoire
La base de code Openfiler a été initiée chez Xinit Systems en 2001. La société a créé un projet et lui a fait don de la base de code en octobre 2003.
La première version publique d'Openfiler a été divulguée en mai 2004. La dernière version a été publiée en 2011.
Bien qu'il n'y ait eu aucune annonce officielle, rien ne prouve qu'Openfiler soit activement développé depuis 2015. DistroWatch a répertorié Openfiler comme abandonné.  Le site officiel indique que le support payant est toujours disponible.

## Critique
Bien que certains utilisateurs aient exécuté Openfiler pendant des années avec peu de problèmes, dans un article de 2013 sur le site Web de SpiceWorks, l'auteur a recommandé de ne pas utiliser Openfiler, citant le manque de fonctionnalités, le manque de support et le risque de perte de données. 

## Voir également
- Celerra, une solution NAS propriétaire commerciale - dont le développement a été interrompu début 2012
- NetApp filer, un gestionnaire de stockage propriétaire et commercial
- FreeNAS, une solution NAS gratuite et open source basée sur FreeBSD
- OpenMediaVault — une solution NAS Linux prête à l'emploi développée par un ancien développeur FreeNAS, basée sur Debian Linux (nom précédent : CoreNAS)
- GlusterFS
- NAS4Free — un logiciel de serveur de stockage en réseau (NAS) fiable.
- NexentaStor - Solution logicielle NAS d'entreprise avancée (basée sur Debian/OpenSolaris)

- Site officiel
- « sourceforge.net:  Openfiler », sourceforge.net, Slashdot Media (consulté le 21 septembre 2019)